# Continental IO-550
Continental IO-550 é uma grande família de motores aeronáuticos de seis cilindros com injeção eletrônica, horizontalmente opostos e refrigerado a ar, para uso em aeronaves leves, produzidos pela Teledyne Continental Motors. O primeiro IO-550 foi entregue em 1983 e o modelo permanece em produção.
O IOF-550 é uma versão equipada com FADEC (em inglês:  Full Authority Digital Engine Control), o TSIO-550 é uma versão com turboalimentação dupla e o TSIOL-550 é uma versão com refrigeração à água.
Não existe o motor O-550, que seria a versão equipada com carburador (seguindo a lógica de designações da Continental), logo, o motor base é o IO-550.
Esta família compete com a série de motores Lycoming IO-580 que também são motores de seis cilindros com potências e pesos similares.

## Projeto e desenvolvimento
A família de motores IO-550 foi desenvolvida a partir da série IO-520, com o aumento do curso de 4 in (102 mm) para 4,25 in (108 mm), aumentando o deslocamento para 552 in³ (9,05 l). A família cobre uma amplitude de potência que varia entre 280 hp (209 kW) e 360 hp (268 kW).
Os motores foram desenvolvidos no início da década de 1980, certificado pela FAR 33 (emenda de 1 de Fevereiro de 1965, 33-8, de 2 de Maio de 1977. O primeiro modelo do IO-550 foi certificado em 13 de Outubro de 1983.

## Variantes
IO-550-A
300 hp (224 kW) a 2700 rpm, peso básico 430,72 lb (195 kg). Certificado em 13 de Outubro de 1983.
IO-550-B
300 hp (224 kW) a 2700 rpm, peso básico 421,61 lb (191 kg). Certificado em 13 de Outubro de 1983.
IO-550-C
300 hp (224 kW) a 2700 rpm, peso básico 433,20 lb (196 kg). Certificado em 13 de Outubro de 1983.
IO-550-D
300 hp (224 kW) a 2700 rpm, peso básico 437,1 lb (198 kg). Certificado em 23 de Junho de 1988.
IO-550-E
300 hp (224 kW) a 2700 rpm, peso básico 450,50 lb (204 kg). Certificado em 20 de Dezembro de 1989.
IO-550-F
300 hp (224 kW) a 2700 rpm, peso básico 437,1 lb (198 kg). Similar ao IO-550-A,B & C, com um sistema de indução montado no topo e um cárter com capacidade de 12 quartos de galão americano. Certificado em 23 de Junho de 1988.
IO-550-G
280 hp (209 kW) a 2500 rpm, peso básico 428,97 lb (195 kg). Certificado em 17 de Março de 1989.
IO-550-L
300 hp (224 kW) a 2700 rpm, peso básico 438,5 lb (199 kg). Certificado em 23 de Junho de 1988.
IO-550-N
310 hp (231 kW) a 2700 rpm, peso básico 429,97 lb (195 kg). Similar ao IO-550-G com maior potência. Certificado em 16 de Agosto de 1996.
IO-550-P
310 hp (231 kW) a 2700 rpm, peso básico 429 lb (195 kg). Similar ao IO-550-N com o cárter do IO-550-L. Certificado em 1 de Março de 2000.
IO-550-R
310 hp (231 kW) a 2700 rpm, peso básico 439,5 lb (199 kg). Similar ao IO-550-N mas com o cárter, tubo de sucção do óleo e pernas de montagem do IO-550-B. Certificado em 1 de Março de 2000.

### Modelos equipados com FADEC
IOF-550-B
300 hp (224 kW) a 2700 rpm, peso básico 447,1 lb (203 kg). Similar ao IO-550-B com um sistema de controle de ignição e FADEC da Aerosance. Certificado em 4 de Fevereiro de 2002.
IOF-550-C
300 hp (224 kW) a 2700 rpm, peso básico 453,2 lb (206 kg). Similar ao IO-550-C com um sistema de controle de ignição e FADEC da Aerosance. Certificado em 4 de Fevereiro de 2002.
IOF-550-D
300 hp (224 kW) a 2700 rpm, peso básico 455,0 lb (206 kg). Similar ao IO-550-D com um sistema de controle de ignição e FADEC da Aerosance. Certificado em 4 de Fevereiro de 2002.
IOF-550-E
300 hp (224 kW) a 2700 rpm, peso básico 462,8 lb (210 kg). Similar ao IO-550-E com um sistema de controle de ignição e FADEC da Aerosance. Certificado em 4 de Fevereiro de 2002.
IOF-550-F
300 hp (224 kW) a 2700 rpm, peso básico 460,1 lb (209 kg). Similar ao IO-550-F com um sistema de controle de ignição e FADEC da Aerosance. Certificado em 4 de Fevereiro de 2002.
IOF-550-L
300 hp (224 kW) a 2700 rpm, peso básico 455,0 lb (206 kg). Similar ao IO-550-L com um sistema de controle de ignição e FADEC da Aerosance. Certificado em 4 de Fevereiro de 2002.
IOF-550-N
310 hp (231 kW) a 2700 rpm, peso básico 460,0 lb (209 kg). Similar ao IO-550-N com um sistema de controle de ignição e FADEC da Aerosance. Certificado em 4 de Fevereiro de 2002.
IOF-550-P
310 hp (231 kW) a 2700 rpm, peso básico 460,0 lb (209 kg). Similar ao IO-550-P com um sistema de controle de ignição e FADEC da Aerosance. Certificado em 4 de Fevereiro de 2002.
IOF-550-R
310 hp (231 kW) a 2700 rpm, peso básico 470,5 lb (213 kg). Similar ao IO-550-R com um sistema de controle de ignição e FADEC da Aerosance. Certificado em 4 de Fevereiro de 2002.

### Turbocharged models
TSIO-550-A
360 hp (268 kW) a 2600 rpm, peso básico 442 lb (200 kg) e mais dois turboalimentadores de 28,2 lb (12,8 kg) cada.
TSIO-550-B
350 hp (261 kW) a 2700 rpm, peso básico 442 lb (200 kg) e mais dois turboalimentadores de 28,2 lb (12,8 kg) cada. Similar ao TSIO-550-A exceto por ter um cárter para 12 quartos de galão americano, venturi removido e a bomba de combustível de dois estágios substituída por uma de estágio único.
TSIO-550-C
310 hp (231 kW) a 2600 rpm, peso básico 442 lb (200 kg) e mais dois turboalimentadores de 28,2 lb (12,8 kg) cada.
TSIO-550-E
350 hp (261 kW) a 2700 rpm, peso básico 442 lb (200 kg) e mais dois turboalimentadores de 28,2 lb (12,8 kg) cada. Similar ao TSIO-550-C com o cárter e potência máxima contínua do TSIO-550-B.
TSIO-550-G
310 hp (231 kW) a 2700 rpm, peso básico 554 lb (251 kg) e mais dois turboalimentadores de 28,2 lb (12,8 kg) cada. Similar ao TSIO-550-E com área de superfície dos intercoolers menor, com diferente capacidade de cárter e potência.
TSIO-550-K
315 hp (235 kW) a 2500 rpm, peso básico 522 lb (237 kg) e mais dois turboalimentadores de 28,2 lb (12,8 kg) cada. Similar ao TSIO-550-E com novo cárter e capacidade, potência máxima contínua reduzida, maior pressão do turbo, menor velocidade do motor e aletas do cilindro afuniladas.

### Modelos com Turboalimentação & FADEC

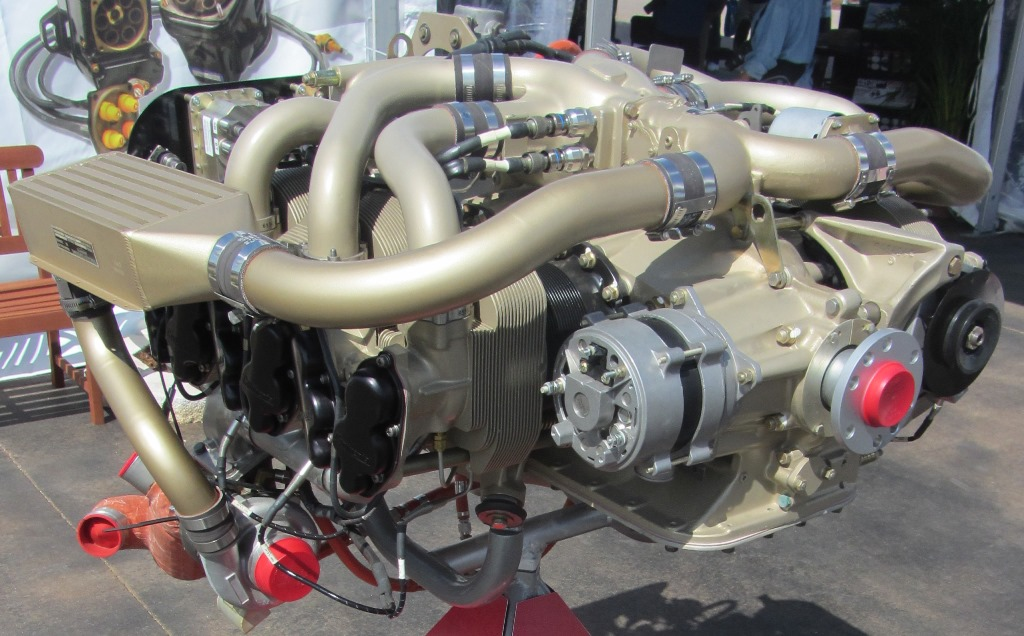
TSIOF-550-D
350 hp (261 kW) a 2600 rpm, peso básico 558 lb (253 kg) e mais dois turboalimentadores de 35,2 lb (16,0 kg) cada. Similar ao TSIOF-550-J exceto o sistema de exaustão e chicote de baixa voltagem.
TSIOF-550-J
350 hp (261 kW) a 2600 rpm, peso básico 558 lb (253 kg) e mais dois turboalimentadores de 35,2 lb (16,0 kg) cada. Similar ao TSIO-550-E exceto pelo controle de ignição e injeção de combustível com FADEC, turboalimentadores, aletas dos cilindros afuniladas, cárter e sua capacidade, velocidade máxima contínua e pressão de admissão.
TSIOF-550-K
315 hp (235 kW) a 2500 rpm, peso básico 537,3 lb (244 kg) e mais dois turboalimentadores de 28,2 lb (12,8 kg) cada. Similar ao TSIO-550-K mas com controle de ignição e injeção de combustível com FADEC.

### Modelos refrigerados a água
TSIOL-550-A
350 hp (261 kW) a 2700 rpm, peso básico 402 lb (182 kg). Similar ao TSIO-520-NB mas com um novo desenho de cilindro que utiliza refrigeração a ar. A admissão do líquido refrigerado é no topo da cabeça do cilindro, com uma bomba instalada ao motor de arranque girada por seu eixo e o radiador de óleo é montado na célula, não no motor. Vem equipado com um turboalimentador AiResearch TA81.
TSIOL-550-B
325 hp (242 kW) a 2700 rpm, peso básico 557 lb (253 kg). Similar ao TSIO-520-UB mas com um novo desenho de cilindro que utiliza refrigeração a ar. A admissão do líquido refrigerado é no topo da cabeça do cilindro, com uma bomba instalada ao motor de arranque, girada pelo eixo da hélice através de polias e o radiador de óleo é montado na célula, não no motor. Um reservatório do líquido e linhas são adicionados na instalação. Vem equipado com um turboalimentador AiResearch TS06.
TSIOL-550-C
350 hp (261 kW) a 2600 rpm, peso básico 546 lb (248 kg). Similar ao TSIOL-550-A mas com um sistema de exaustão e suporte do turboalimentador do TSIOL-550-B. É modificado para aceitar o turboalimentador AiResearch TA81. Nem o radiador de óleo nem do líquido refrigerador são instalados neste motor.

### Modelos com caixa de redução
GIO-550-A
Um motor especial não certificado desenvolvido para a aeronave de reconhecimento RU-38 Twin Condor, incorporando uma caixa de redução de 3:2 para 2267 rpm.

## Aplicações
IO-550
- Beechcraft Baron
- Beechcraft Bonanza
- Bellanca 17-30

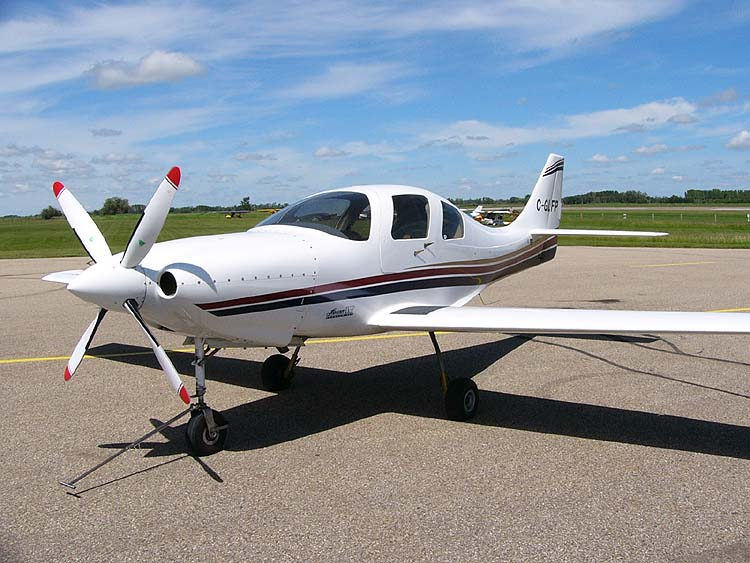
Lancair IV-P equipado com um TSIO-550

- Cessna 182 (STC SA09133SC, modificação)[8]
- Cessna 206 (modificação)
- Cessna 210 (modificação)[9]
- Cessna 350
- Cirrus SR22
- Cirrus VK-30
- Freedom Aviation Phoenix
- Lancair ES
- Lancair Legacy
- Mooney M20
- Seawind 300C
- Velocity XL-RG
- Washington T-411 Wolverine
- Yakovlev Yak-112

TSIO-550
- Adam A500
- Cessna 400
- Lancair IV
- Mooney M20TN
- Velocity TXL-RG
- Cirrus SR22T

TSIOF-550
- Diamond DA50
- KAI KC-100

TSIOL-550
- Extra EA-400
- Viper Aircraft Viperfan

GIO-550
- RU-38 Twin Condor